# USS LST-391
O USS LST-391 foi um navio de guerra norte-americano da classe LST que operou durante a Segunda Guerra Mundial.